# Charles Fitzroy, 2. vévoda z Graftonu
Charles Fitzroy, 2. vévoda z Graftonu (Charles Fitzroy, 2nd Duke of Grafton, 3rd Earl of Arlington, 2nd Earl of Euston, 3rd Viscount Thetford, 2nd Viscount Ipswich, 3rd Baron Arlington, 2nd Baron Sudbury) (25. října 1683, Londýn, Anglie – 6. května 1757, Euston Hall, Anglie) byl britský státník a dvořan z rodu Fitzroyů. Pocházel z nemanželského potomstva krále Karla II. a byl jediným synem 1. vévody z Graftonu. Po nástupu hannoverské dynastie na britský trůn patřil více než čtyřicet let k významným osobnostem, byl mimo jiné místokrálem v Irsku (1721-1724) a nejvyšším komořím (1724-1757). Přežil všechny své čtyři syny, vnuk 3. vévoda z Graftonu byl později britským premiérem (1768-1770).

## Život
Narodil se v Londýně jako jediný syn 1. vévody z Graftonu, matkou byla Isabela Bennet, 2. hraběnka z Arlingtonu (1667-1722), dědička 1. hraběte z Arlingtonu (jejím druhým manželem byl předseda Dolní sněmovny Thomas Hanmer). Rodové tituly zdědil po otci v roce 1690, po dosažení plnoletosti vstoupil do Sněmovny lordů (1705), od roku 1705 až do smrti byl také lordem místodržitelem v hrabství Suffolk, kde vlastnil statky. Za vlády královny Anny žil v ústraní, aktivně se do veřejného dění zapojil až s nástupem hannoverské dynastie. Podpořil nástup Jiřího I. a při jeho korunovaci zastával čestnou hodnost korunovačního lorda nejvyššího hofmistra (1714), zároveň se stal královským komořím (1714) a od roku 1715 byl členem Tajné rady. S nástupem Walpolovy vlády byl jmenován místokrálem v Irsku (1721-1724), kde však nezvládl politickou krizi v letech 1723-1724 a v důsledku toho byl odvolán. Vzápětí došlo k posílení pozic klanu Pelhamů a namísto 1. vévody z Newcastle (který přešel do funkce ministra vnitra) převzal vévoda z Graftonu post nejvyššího komořího, který pak zastával až do smrti (1724-1757). Renta vyplácená za funkci nejvyššího komořího činila v té době ročně 3 000 liber, což znamená, že vévoda z Graftonu si jako dlouholetý vykonavatel tohoto postu vydělal bezmála 100 000 liber. V roce 1721 obdržel Podvazkový řád, v roce 1728 získal čestný doktorát na univerzitě v Cambridgi a od roku 1749 byl členem Královské společnosti. Mezitím po matce zdědil titul hrabat z Arlingtonu (1722) a od roku 1722 zastával také post soudce ve městě Coventry. V době nepřítomnosti Jiřího I. a Jiřího II. v Anglii byl v letech 1720-1755 celkem jedenáctkrát jmenován členem místodržitelského sboru.
Vévoda z Graftonu neměl žádné vzdělání, což s oblibou ve svých pamětech připomínali jeho současníci, ale měl přirozenou inteligenci a vynikl jako bystrý a všímavý pozorovatel. Jeho postavení ve společnosti však negativně ovlivňovalo několik faktorů. Byl to jízlivý smysl pro humor se sklony k urážkám, problémy s alkoholem a po ovdovění časté střídání milenek, i když některé jeho vztahy měly trvalejší charakter.

## Manželství a potomstvo

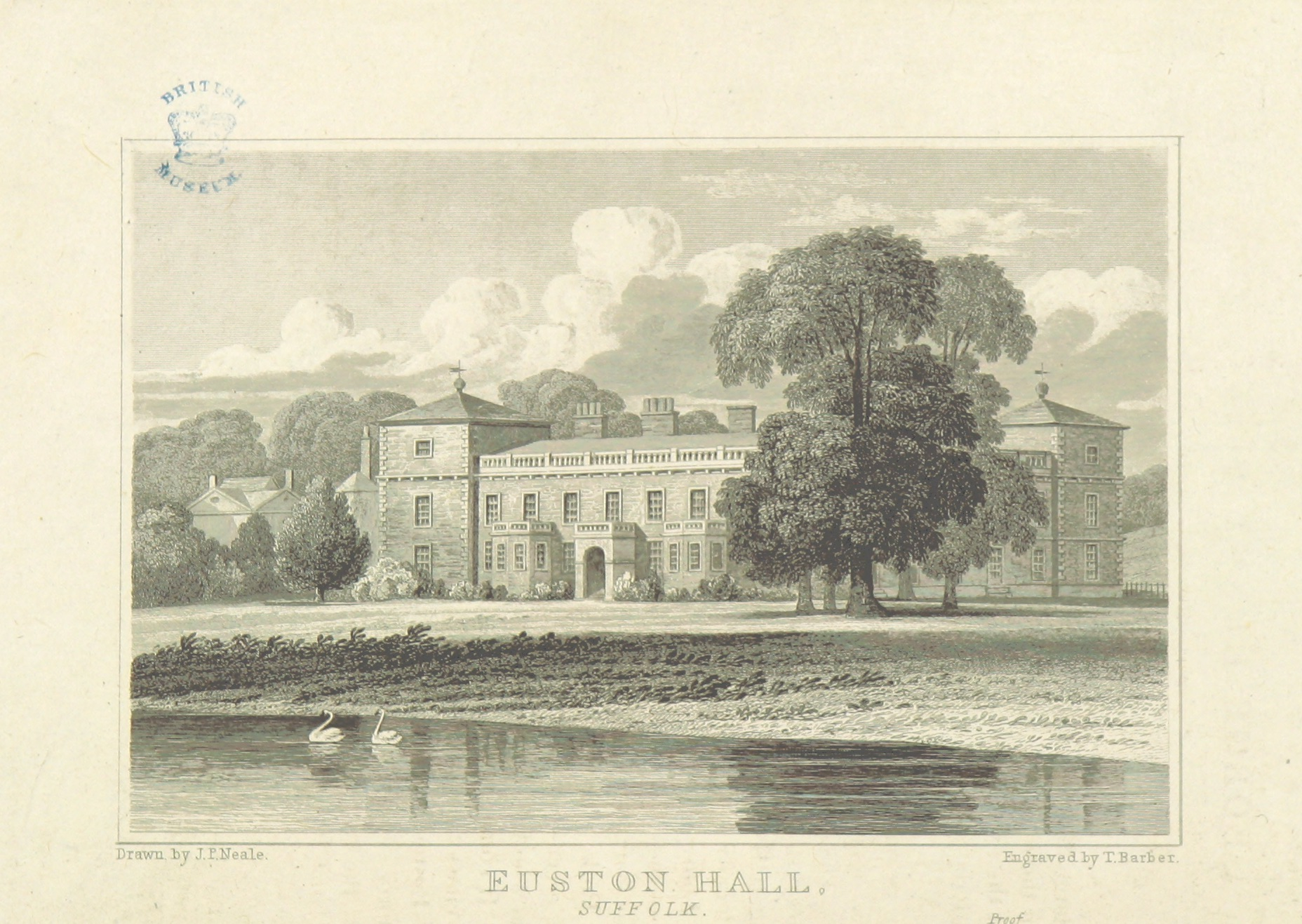
Zámek Euston Hall (Suffolk), hlavní sídlo vévodů z Graftonu

V roce 1713 se oženil s Henriettou Somersetovou (1690-1726), sestrou 2. vévody z Beaufortu. Měli spolu sedm dětí.
- Charles Henry Fitzroy, hrabě z Eustonu (1714-1715)

- George Fitzroy, hrabě z Eustonu (1715-1747), člen Dolní sněmovny

- lord Augustus Fitzroy (1716-1741)

- lord Charles Fitzroy (1718-1739)

- Caroline Fitzroy (1722-1784), manžel 1746 William Stanhope, 2. hrabě z Harringtonu (1719-1779), generál

- Isabella Fitzroy (1726-1782), manžel 1741 Francis Seymour-Conway, 1. markýz z Hertfordu (1718-1794), místokrál v Irsku, nejvyšší štolba, nejvyšší komoří

Z nemanželského potomstva 2. vévody z Graftonu vynikl Charles Fitzroy-Scudamore (1713-1782), který byl dlouholetým členem Dolní sněmovny a zastával také funkce u dvora.
Hlavním rodovým sídlem byl zámek Euston Hall (Suffolk). Druhý vévoda z Graftonu se nejprve věnoval úpravám parku, v roce 1750 přistoupil k přestavbě zámku.